# نيكولاس دبليو. براون
نيكولاس دبليو. براون هو سياسي كندي، ولد في 8 أغسطس 1821 في ويتبي في كندا، وتوفي في 21 نوفمبر 1889. حزبياً، نشط في حزب أونتاريو المحافظ التقدمي. وقد انتخب عضو برلمان مقاطعة أونتاريو.